# Sayada (Algeria)
Sayada è un comune dell'Algeria, situato nella provincia di Mostaganem.